# Новак Богдан Володимирович
Богдан Володимирович Новак (11 лютого 1990) — український футболіст, що виступає на позиції півзахисника, та український футзаліст. Відомий за виступами за українські футбольні клуби першої та другої ліг. Як футзаліст відомий за виступами за футзальний клуб Екстра-ліги «Кардинал-Рівне» та збірну України з футзалу.

## Кар'єра футболіста
Богдан Новак розпочав займатися футболом у ДЮСШ рівненського клубу «Верес», пізніше продовжив вдосконалення своєї футбольної майстерності у футбольній школі луцької «Волині». У цьому клубі молодий футболіст дебютував у професійному футболі, вийшовши на заміну в матчі першої ліги в матчі з ПФК «Олександрія» 12 жовтня 2007 року. Проте цей матч виявився єдиним для футболіста у складі «Волині», й уже з початку 2008 року Богдан Новак грав за аматорські клуби «Сокіл» з Бережан та «Штурм-МЕГУ» з Рівного. На початку 2009 року футболіст став гравцем клубу другої ліги «Верес» із Рівного, в якому грав до кінця року. З початку 2009 року Новак став гравцем іншого друголігового клубу «Миколаїв», в якому грав протягом півроку. У другій половині 2010 року футболіст повернувся на Рівненщину, і до кінця 2011 року грав за аматорський клуб ОДЕК. З початку 2012 року Богдан Новак грав спочатку за аматорський, а пізніше друголіговий клуб «Жемчужина» з Ялти. З 2013 року футболіст повертається до Рівного, та грає за аматорські клуби області «Сокіл» (Рівне), «Сокіл» (Садове) і «Гоща-АМАКО», пізніше зіграв 1 матч також за аматорський клуб «Малинськ».

## Кар'єра футзаліста
У 2015 році Богдан Новак став гравцем футзального клубу української Екстра-ліги «Кардинал-Рівне». Протягом трьох сезонів він став одним із основних гравців команди, зіграв 47 матчів у Екстралізі, в яких забив 23 м'ячі. У 2015 році Новак упеше отримав виклик до національної збірної України, й дебютував у футболці збірної в матчі зі збірною Словаччини. У квітні 2017 року Новак повторно отримав виклик до табору збірної України на матчі відбору до чемпіонату Європи 2018 року. Новак виходив на поле у матчі зі збірною Бельгії, в якому йому не вдалось відзначитись результативними діями, а в наступному матчі зі збірною Чорногорії Богдан Новак змів відзначитись забитим м'ячем і результативною передачею, що допомогло українській збірній перемогти у матчі. У третьому матчі зі збірною Хорватії Новак не зумів відзначитись результативними діями, проте це не завадило команді здобути пряму путівку на фінальний турнір чемпіонату Європи.